# Алі ібн Шуаб
Алі I ібн Шуаб (д/н — 833) — 3-й емір аль-Тефеліса у 829—833 роках.

## Життєпис
Походив з роду Шуабідів, ймовірно спорідненого з Омейядами. Вважається сином Саїда ібн аль-Хаяма ібн-Шаяба, що брав участь в підкорені Іберії та можливо був першим аміртаміром (намісником) аль-Тефеліса або валі Джурзана (Аль-Армінії II). Його брат Ісмаїл деякий час був еміром аль-Тефеліса (Тбілісі).
Перші згадки відносяться до 829 року, коли Халід ібн Язід, валі (намісник) аль-Армінії повалив повсталого тбіліського еміра Мухаммада ібн Атаба й поставив на посаду еміра Алі.
У 829—830 роках брав участь у походах Халіда ібн Язіда проти Баграта I, ерісмтавара Іберії, та Ваче Квабулідзе, еріставі Кахетії. Зумів закріпитися в області Шида Іберія, віднявши її в Баграта I.
Помер 833 року. Йому спадкував небіж Ісхак.